# Sequehart
Sequehart település Franciaországban, Aisne megyében. Lakosainak száma 211 fő (2022. január 1.). Sequehart Fontaine-Uterte, Lesdins, Levergies, Montbrehain, Ramicourt és Remaucourt községekkel határos.

## Népesség
A település népessége az elmúlt években az alábbi módon változott:
| Lakosok száma | 218  | 235  | 233  | 228  | 216  | 208  | 209  | 215  | 214  | 211  |
|               | 1968 | 1982 | 1990 | 2006 | 2013 | 2015 | 2017 | 2019 | 2020 | 2022 |